# طبينة
طبينة هي مجتمع مسيحي تأسس في صعيد مصر حوالي عام 320 على يد القديس باخوم. كان بمثابة المنزل الأم لاتحاد الأديرة المعروف باسم أديرة باخوم. في وقت وفاة باخوم في عام 346، كان هناك تسعة مؤسسات للرجال واثنتان للنساء، إلى جانب ألفين أو ثلاثة آلاف "تابينيسي". ويعتبر أول نموذج رئيس للرهبنة الجماعية [الإنجليزية]
 في المسيحية المبكرة .

## علم الآثار
وقد وضعت الجهود الأثرية الأحدث الدير القديم على حافة قرية فاو قبلي الحديثة.

## طالع أيضًا
- أديرة باخوم
- ثيودوروس التابينيزي [الإنجليزية]